# Говард, Чарльз, 2-й граф Беркшир
Чарльз Говард, 2-й граф Беркшир (англ. Charles Howard, 2nd Earl of Berkshire; ок. 1615 — апрель 1679) — английский дворянин, носивший титул учтивости — виконт Андовер с 1626 по 1669 год.

## Происхождение
Родился около 1615 года. Старший сын Томаса Говарда, 1-го графа Беркшира (1587—1669), и его жены, леди Элизабет Сесил, дочери Уильяма Сесила, 2-го графа Эксетера.

## Ранняя карьера
Говард поступил в колледж Крайст-Черч, Оксфорд, в 1626 году и получил степень бакалавра в 1627 году. Впоследствии он был принят в Грейс-Инн и Линкольнс-Инн. Он был произведен в рыцари Бани в 1626 году на коронации Карла I . Он был избран депутатом от Оксфорда в 1640 году, но так и не получил места, поскольку ему дали приказ об ускорении в Палате лордов до начала сессии. Он был роялистским сержантом-майором конницы в 1643 году и камергером Карла II в изгнании с 1658 по 1660 год. Он стал преемником своего отца в качестве графа Беркшира в 1669 году.

## Папистский заговор
Будучи влиятельным членом католической знати и верным сторонником герцога Йоркского, католического наследника престола, он был, как и его кузен Уильям Говард, 1-й виконт Стаффорд (который был казнен за измену в 1680 году), очевидной целью Титуса Оутса и других информаторов во время папистского заговора. Более опасаясь опасности, чем виконт Стаффорд, граф Беркшир бежал за границу в ноябре 1678 года, прежде чем против него было выдвинуто какое-либо обвинение в измене, и умер в Париже в апреле 1679 года .
Никаких достоверных доказательств его измены так и не было представлено, хотя утверждалось, что его внезапное бегство было подозрительным само по себе . Ряд якобы инкриминирующих писем, которые он написал в 1674 году, просто подтверждали его политическую поддержку будущего Якова II, которому он обещал быть рядом «в темный час его судьбы», а его предполагаемое предсмертное признание в изменническом заговоре теперь считается подделкой.

## Семья

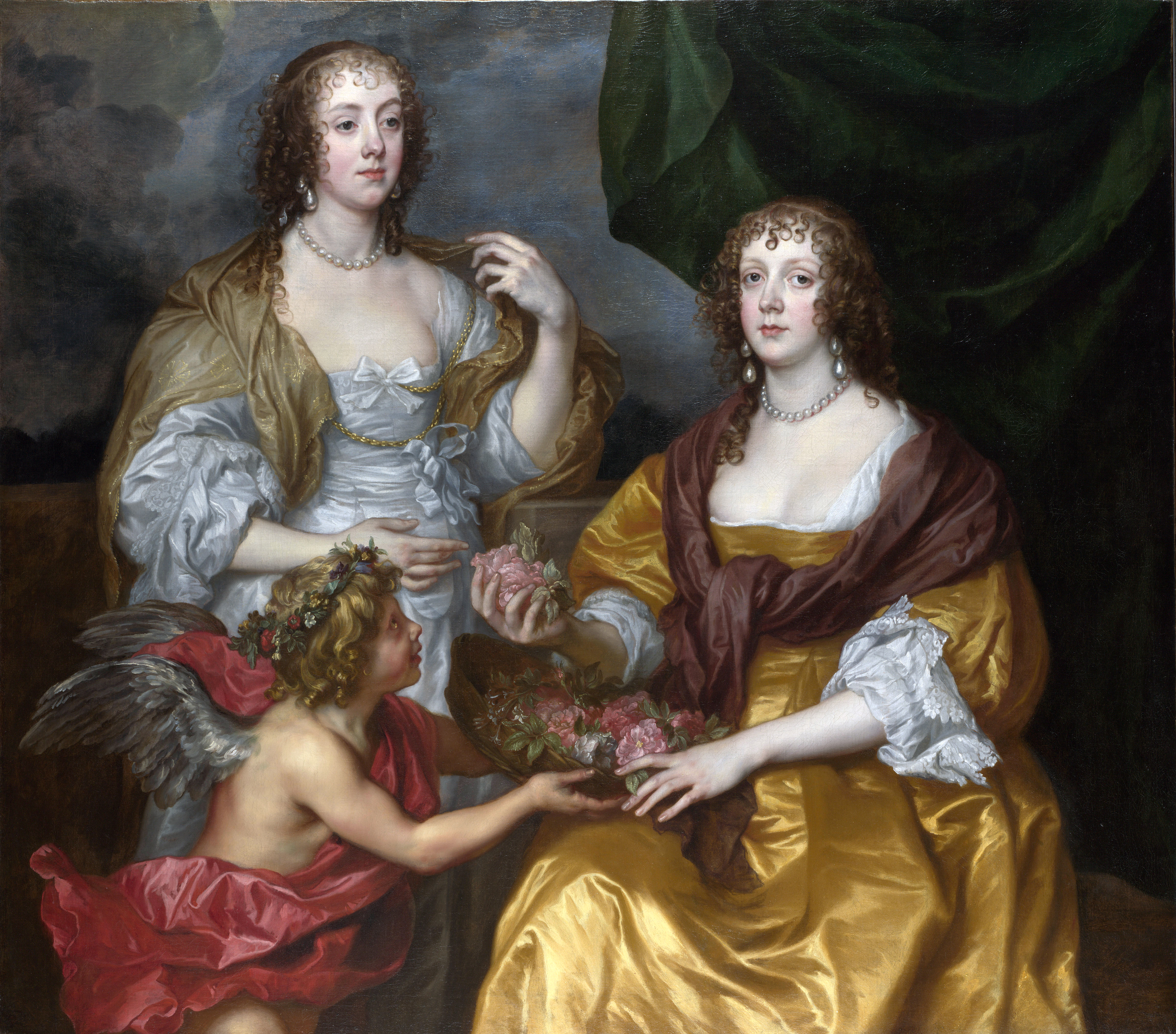
Дороти, графиня Беркшир (слева),, автор картины — Антонис Ван Дейк.

10 апреля 1637 года Чарльз Говард женился на достопочтенной Дороти Сэвидж (ок. 1611 — 6 декабря 1691) , дочери Томаса Сэвиджа, 1-го виконта Сэвиджа, и Элизабет Сэвидж, графини Риверс. У супругов было пятеро детей:
- Томас[5]
- Генри (ум. 1647)[5]
- Джон (ум. 1663)[5]
- Энн (ок. 1650 — 19 сентября 1682), которая вышла замуж в 1666 году за сэра Генри Бедингфилда, 2-го баронета[5] .
- Элизабет[5]

Не имея потомков мужского пола, в 1679 году ему наследовал его брат Томас.